# Christian Doleschal

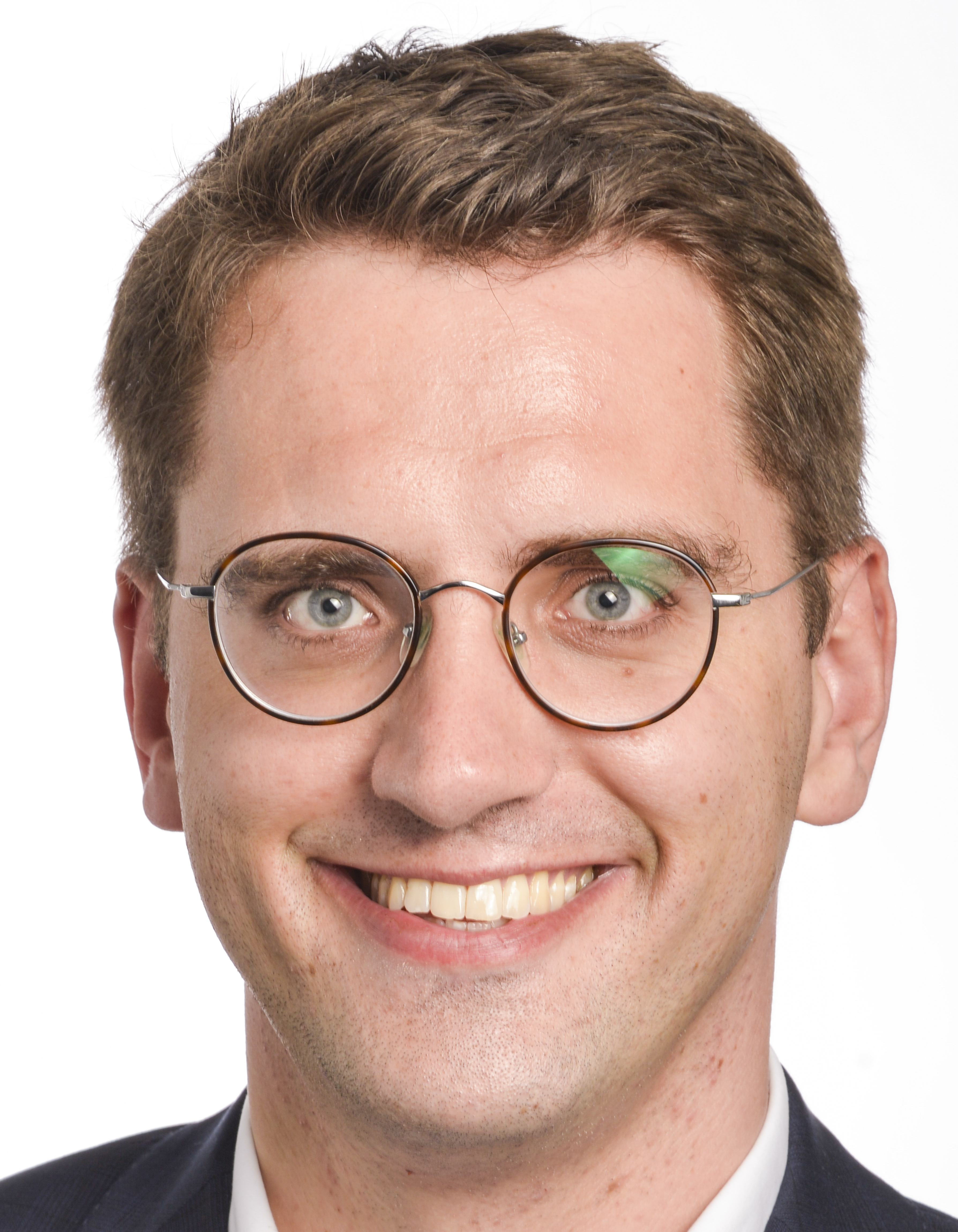
Christian Doleschal (2019)

Christian Doleschal (* 27. April 1988 in Kemnath) ist ein deutscher Rechtsanwalt und Politiker (CSU). Er ist seit 2019 Mitglied des Europäischen Parlaments.

## Werdegang
Doleschal wuchs in der Gemeinde Brand (Oberpfalz) im Landkreis Tirschenreuth auf und besuchte das Otto-Hahn-Gymnasium in Marktredwitz. Im Anschluss studierte er Rechtswissenschaften an der Universität Bayreuth sowie an der Universität Regensburg. Seit 2017 ist er als Rechtsanwalt bei einem Bauunternehmen tätig. Bereits mit 19 Jahren wurde er Mitglied im Gemeinderat von Brand. Von 2008 bis 2012 war er Mitglied im Bundesvorstand der Jungen Union Deutschlands und seit 2012 Bezirksvorsitzender der JU Oberpfalz. Am 30. August 2019 wurde er mit 98 % der Delegiertenstimmen zum Landesvorsitzenden der Jungen Union Bayern als Nachfolger von Hans Reichhart gewählt. Darüber hinaus gehört er dem Parteivorstand und der CSU-Parteireformkommission an. Doleschal galt als Hoffnungsträger und Nachwuchstalent der CSU. Er ist verheiratet und Vater einer Tochter.

## Politik
Im Mai 2019 wurde er für die bayerische CSU ins Europaparlament gewählt und vertritt dort den Regierungsbezirk Oberpfalz. Im Landkreis Tirschenreuth, wo Doleschal lebt, holte die CSU dabei 52,3 %. Im Europaparlament ist er in als Vollmitglied in dem Ausschuss für regionale Entwicklung und in dem Ausschuss für Umweltfragen, öffentliche Gesundheit und Lebensmittelsicherheit tätig. Zusätzlich ist er stellvertretendes Mitglied in den Ausschüssen für Wirtschaft und Währung sowie für Binnenmarkt und Verbraucherschutz. Daneben engagiert sich Doleschal als Delegationsmitglied für die Delegation nach Kasachstan, Kirgistan, Usbekistan, Tadschikistan, Turkmenistan und Mongolei.
Nach einer Studie der unabhängigen NGO Vote Watch Europe ist Doleschal einer der aktivsten Abgeordneten der deutschen Delegation mit einer überdurchschnittlich hohen Anwesenheitsquoten bei Abstimmungen und sonstigen parlamentarischen Tätigkeiten.
Bei der Europawahl 2024 wurde Doleschal erneut ins Europäische Parlament gewählt. Er ist in der 10. Legislaturperiode (2024–2029) Mitglied im Ausschuss für Binnenmarkt und Verbraucherschutz und im Ausschuss für regionale Entwicklung sowie stellvertretendes Mitglied im Ausschuss für konstitutionelle Fragen. Er ist zudem Mitglied der Delegation für die Beziehungen zu den Vereinigten Staaten und stellvertretendes Mitglied der Delegationen für die Beziehungen zu Indien und Südafrika.
Nach einem Bericht des Münchner Merkur setzte sich Doleschal bereits als Landesvorsitzender der Jungen Union besonders für die Themen Generationengerechtigkeit durch Schuldenabbau, Klimaschutz und bezahlbaren Wohnraum ein. Im Europaparlament engagierte er sich bisher für die Wiederherstellung des Binnenmarktes im Zusammenhang der COVID-19-Pandemie, insbesondere auch im Hinblick auf den Waren- und Personenverkehr in der deutsch-tschechischen Grenzregion seines Wahlkreises. Im Zuge des Wiederaufbauprogramms der EU-Kommission im Rahmen der Pandemie betonte er, dass etwaige Hilfsgelder nicht von Mitgliedstaaten dazu verwendet werden dürften, „alte Budgetlöcher zu stopfen oder allgemeine Sozialleistungen zu finanzieren.“ Doleschal ist außerdem Mitglied des parlamentarischen Netzwerks „Abgeordnete gegen Krebs“, welches sich für bessere Forschungsbedingungen für Krebstherapien in der Europäischen Union einsetzt.

## Auszeichnungen
- „Top 40 unter 40“ des Wirtschaftsmagazins Capital 2017/18
- Auszeichnung als „Rising Star“ durch die Fachzeitschrift Politik & Kommunikation.[14]

## Mitgliedschaften
Christian Doleschal ist Mitglied der überparteilichen Europa-Union Deutschland, die sich für ein föderales Europa und den europäischen Einigungsprozess einsetzt.